# 黄彬
黄 彬（こう ひん、生年不詳 - 1390年）は、元末明初の軍人。本貫は鄂州江夏県。

## 生涯
欧普祥に従って袁州や吉州の属県を攻略した。徐寿輝は欧普祥に袁州を守らせた。
至正20年（1360年）、陳友諒が徐寿輝を殺害して自ら帝を称すると、黄彬は朱元璋につくよう欧普祥に勧めた。そこで欧普祥は使者を朱元璋のもとに派遣して帰順した。陳友諒が弟の陳友仁を派遣して袁州を攻撃してくると、黄彬は欧普祥とともにこれを破り、陳友仁を捕らえた。陳友諒は慌てて欧普祥と境を相互に侵犯しない約束を交わしたので、欧普祥は陳友仁を釈放した。このころ陳友諒は江西と湖北・湖南の諸州を領有していたが、欧普祥と黄彬が袁州を抑えていたため、潭州・岳州・贛州の兵は東方に進出することができず、陳友諒の勢力拡大の障害となった。至正21年（1361年）に朱元璋の兵が江西に進出したとき、陳友諒が江州を放棄したのは、黄彬の協力によるものであった。
至正22年（1362年）、朱元璋が龍興に到達すると、欧普祥にはそのまま袁州を守らせ、黄彬を江西行省参政とした。ほどなく欧普祥が死去すると、黄彬がその部衆を引き継いだ。
至正24年（1364年）、黄彬は常遇春に従って贛州を攻撃した。饒鼎臣が吉安に拠って、熊天瑞の後援を受けていた。常遇春の兵が吉安に到着すると、饒鼎臣は安福に逃れ、黄彬は兵を率いてこれを追った。至正25年（1365年）、饒鼎臣は茶陵に逃れ、熊天瑞は降伏した。永新の守将の周安が叛くと、黄彬は湯和に従って周安を捕らえ、饒鼎臣は斃れた。江西が平定されると、黄彬は江淮行省中書左丞に進んだ。
洪武3年（1370年）、宜春侯に封じられ、世券を与えられた。洪武4年（1371年）、贛州の上猶山で反乱が起こると、黄彬はこれを鎮圧した。洪武5年（1372年）、古州などの洞で少数民族の反乱が起こると、鄧愈が征南将軍となり、三道に分かれて討伐の軍が出され、黄彬は楊璟とともに澧州に進出した。凱旋すると、中都に邸を賜った。翌年、徐達に従って北平に駐屯し、沂州・臨清で練兵した。
洪武23年（1390年）、胡惟庸の党とされて処刑され、爵位を剥奪された。